# WWE Diva

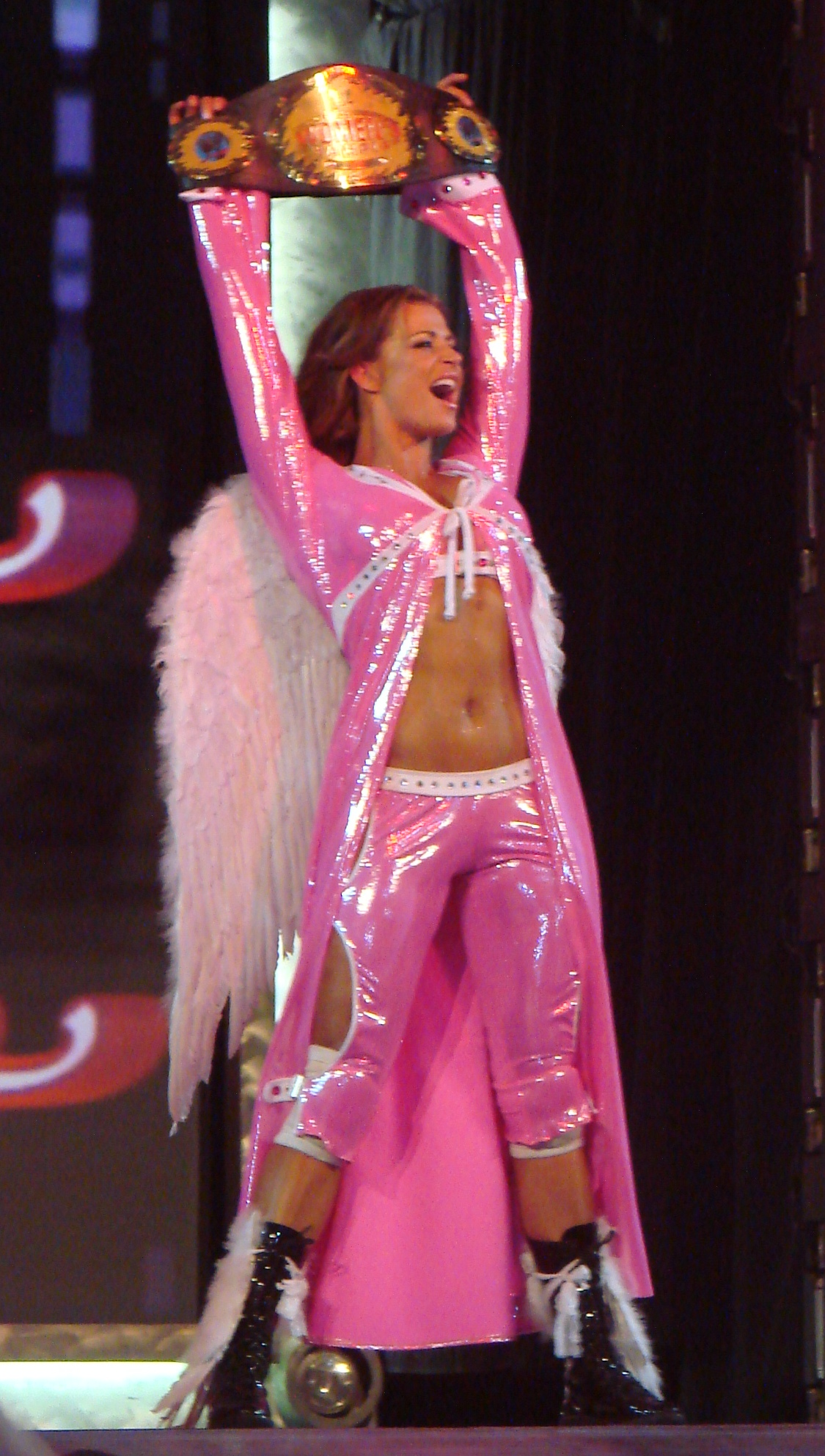
Candice Michelle durante seu reinado como WWE Women's Championship

WWE Diva foi um termo usado pela empresa de wrestling profissional WWE para referir-se as suas wrestlers femininas. O termo é aplicado para mulheres que atuam como wrestler, valet ou managers, entrevistadora de bastidores, apresentadora de ringue, etc.

## História

### 1996-2000
Considera-se como a primeira diva na World Wrestling Federation (WWF) a Diva Sunny, que estreou como manager e passou a gerenciar várias equipes. Embora a noção de um manager do sexo feminino tenha sido popular durante os anos 1980 e início de 1990, a personagem de Sunny foi significativamente sexualizada, onde, como antes gestores do sexo feminino foram descritos como estando envolvidos em ambas as storylines platônicas ou românticas.
Entre 1996 e 1997, Marlena, Sable e Chyna, se juntaram a Sunny como destaque femininos no ar na promoção. Marlena e Sable foram igualmente sexualizadas como Sunny, com charutos Marlena sugestivamente fumava no ringue durante as lutas e Sable vinha ao ringue com roupas de latex que deixava aparecer a forma seu corpo. Chyna foi oferecida como uma antítese ao resto das Divas, um fisiculturista masculina cuja identidade sexual foi tema de storylines logo cedo. Sunny, Sable e Marlena foram ainda comercializadas como símbolos sexuais através da Revista WWF's Raw Magazine, que contou com edições mensais com as mulheres em poses sugestivas, enquanto usavam roupas provocantes ou semi-nuas. Em 1998, Debra estreou e logo em seguida foi apresentada em uma propagação na RAW Magazine em que ela derramou uma série de processos de negócios para aparecer de lingerie.
Marlena era a manager de Goldust, seu então marido na vida real, e Sable era manager de seu marido na vida real, então, lutador Marc Mero. Sable rapidamente eclipsou a popularidade de seu marido. Sua popularidade levou ao restabelecimento do WWF Women's Championship, bem como a contratação de mais lutadoras pela promoção. Sable tornou-se a primeira mulher a ser chamada de 'diva', durante 19 de abril na edição do Raw em 1999, o termo foi muito popular e pouco depois se tornou o título oficial para artistas femininas da WWF, sejam elas managers ou lutadores. Em fevereiro de 1999, a WWF também estreou outro veterana do sexo feminino, Ivory.
A popularidade de Sable levou a uma mudança no papel das mulheres na WWF, como a promoção começou a depender menos dos seus artistas do sexo feminino apenas como colírio para os olhos e colocou uma ênfase maior em atletas que competiram em partidas. Tendo sido uma das primeiras lutadoras  a competir em lutas especiais, tais como Evening Gown Matches, Intergender Tag Team Matches e até uma Strap Match e o primeiro concurso de bikini, a primeira vez em que competiu contra Jacqueline, ela também foi a primeira lutadora de ser uma Playboy Cover Girl. Ao contrário de Jacqueline, Ivory e Luna, as Divas mais físicas e lutadoras mais experientes no momento, Sable mais tarde admitiu que foi escrito no seu contrato que ela não estava autorizada a lutar.
Seu sucesso também, indiretamente, levou a um impulso na popularidade de Chyna. Suas características masculinas foram enfatizadas e suas roupas se tornaram mais provocantes. Ela foi colocada em disputa com adversários do sexo masculino, passando a ganhar o WWF Intercontinental Championship duas vezes. Chyna viu sua popularidade crescer rapidamente para coincidir com a de Sable, culminando com Chyna sendo caracterizada como Cover Girl em uma edição da revista Playboy.

### 2000-2002
Em fevereiro de 2000, ocorreu a estreia de Lita, que realizava movimentos de maior risco do que as Divas antes dela, como Moonsaults e Diving Hurricanranas. Sua popularidade incentivou um maior nível de competição atlética dentro da Divisão Feminina da WWF, mantendo o elemento sexual.
Na edição de 30 de março do SmackDown destacou-se a primeira luta de Divas como evento principal de qualquer programa da WWF, uma partida valendo o WWF Women's Championship entre a campeã Jacqueline e Stephanie McMahon-Helmsley. Em 21 de agosto na edição do Raw destacou a primeira luta de Divas como evento principal da RAW, foi uma partida pelo WWF Women's Championship entre a campeã Stephanie McMahon-Helmsley e Lita.
Pouco depois que Lita entrou na WWF , Trish Stratus fez sua estreia. Trish Stratus começou como uma valet, que trouxe a sexualidade pura para o ringue. Também naquele ano, Molly Holly fez sua estreia. Era um contraste com a maioria das outras divas, porque lhe foi dada uma gimmick mais saudável e traje mais modesto no ring.
No Outono de 2001, Trish Stratus foi treinada por Fit Finlay, e melhorou sua habilidade no ringue. Ela trabalhou seu caminho até o topo da divisão e acabou por ganhar o Women's Championship no Survivor Series. Também em 2001, Chyna deixou a WWF devido a questões da vida real entre si, Triple H e Stephanie McMahon. Em abril de 2002, Lita sofreu uma lesão no pescoço e foi a primeira Diva a ter uma cirurgia de fusão pescoço. Ela ficou fora de ação por quase um ano e meio.

### 2002–2006
Stratus em seguida entrou em uma feud com Jazz ao longo do seu reinado com o Women's Championship, onde o manteve no Royal Rumble, mas perdeu o título para Jazz duas semanas depois em 4 de fevereiro de 2002 no Raw. Em 5 de maio de 2002, a WWF mudou oficialmente seu nome para World Wrestling Entertainment (WWE). Ao longo dos anos, a WWE contratou mais divas, incluindo as vencedores femininas do reality show WWE Tough Enough, que contou com participantes lhe expiraram a serem wrestlers profissionais.
Sable, agora casada com Brock Lesnar na vida real voltou para World Wrestling Entertainmentem 3 de abril de 2003 em um episódio do SmackDown! pela primeira vez desde sua polêmica partida da empresa no final de 1999. Sable continuou como heel (vilã) e passou vários meses em uma história com a nova Playboy covergirl Torrie Wilson. Numerosas Divas competiram em concursos que vão desde "Lutas de Travesseiro" e "Calcinhas e Sutiãs", como também em "Concursos de Bikini", que foram baseadas mais no apelo sexual das mulheres envolvidas. Enquanto isso, Trish Stratus, Lita, Jazz, Gail Kim, Molly Holly, Jacqueline, Ivory e Victoria competiam pelo WWE Women's Championship em combates anteriormente feitos apenas por homens, como; street fights, hardcore matches e na primeira e única atualmente steel cage match entre Victoria e Lita. Molly Holly (competindo como Mighty Molly), Trish Stratus e Terri conseguiram conquistar o título masculino Hardcore Championship.
A Partir de 2002, a WWE começou a contratação de novas Divas e atribuiu-lhes a seus territórios de desenvolvimento para treinar. Estas novas divas foram recrutadas nos territórios de circuito independente e agências de modelos, incluindo o Diva Search. Em 2003, Gail Kim tornou-se a primeira mulher coreana a vencer o Women's Championship. Além disso, Jacqueline capturou o WWE Cruiserweight Championship em 2004. A WWE então introduziu o Diva Search que tornou Christy Hemme a vencedora. Dentro de meados do ano de 2004, Terri Runnels, Jacquelien, Sable, Gail Kim e Jazz foram demitidas da empresa devido cortes orçamentais. Em dezembro de 2004, Lita e Trish Stratus estiveram no evento principal do Raw pelo Women's Championship, tornando-se a terceira vez na história que as Divas foram o evento principal de um show da empresa.
Ambas se enfrentaram novamente no PPV do ano seguinte New Years Revolution, no qual Lita sofreu uma lesão ao rasgar seu ACL. Sensational Sherri fez uma aparição em 25 de março no SmackDown! em uma disputa de Shawn Michaels e Kurt Angle no qual Sherri e Angle cantaram uma apródia do tema de entrada de Michaels. Molly Holly se despediu da companhia no início de abril de 2005 e Ivory, então também partiu em julho daquele  mesmo ano.

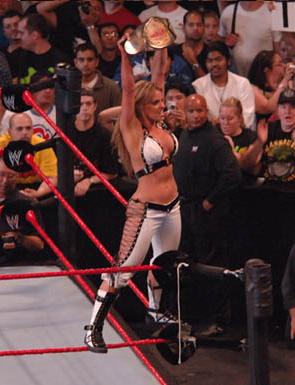
Stratus celebrando sua vitória depois de sua última luta.

Melina fez sua estreia como parte da equipe MNM na WWE em 14 de abril de 2005, em um episódio do SmackDown!. Embora como manager dos Tag Team Champions, a personagem de Melina foi desenvolvida para ser mais egoísta quando ela se declarou "A Diva mais dominante da WWE". Ela fez sua estreia oficial no ringue da WWE em 30 de junho contra Michelle McCool, e teve sua primeira luta em pay-per-view contra Torrie Wilson no The Great American Bash, vencendo os dois combates. Trish Stratus voltou de uma lesão que havia sofrido para ajudar Ashley Massaro contra Candice Michelle, Torrie Wilson e Victoria, na qual Ashley estava em feud com elas no momento.
Mickie James estreou na WWE em 10 de outubro de 2005 no Raw, sob seu nome real, como uma fã obcecada de Trish Stratus. A história tinha as duas WWE Divas competirem juntas em tag team matches, com James tornando-se cada vez mais apaixonada por Stratus. O enredo incluiu um Concurso de Fantasias de Halloween em que James se vestiu como Stratus, ajudando mais tarde Stratus a reter seu título em uma "Fulfill Your Fantasy Battle Royal" no Taboo Tuesday, eliminando-se com Victoria ao mesmo. Ela até começou a utilizar os movimentos secundários e de finalização de Stratus durante seus combates. Posteriormente, o enredo entre Mickie e Trish foi desenvolvido em um ângulo lésbico depois de Mickie beijar Trish sobre um ramo de visco. Em uma luta pelo tíutulo durante um pay-per-view, James perdeu para Stratus, mas continuou apaixonada por ela na noite seguinte no Raw, onde ela confessou oficialmente seu amor por Stratus no Royal Rumble. Em 6 de março de 2006, o enredo teve Stratus confrontando James, dizendo-lhe que elas precisavam de um tempo longe uma da outra. As duas lutaram entre si na WrestleMania 22, onde James venceu o combate e se tornou a nova Women's Champion. Seu ângulo com Stratus continuou no Backlash durante uma revanche, depois de Stratus legitimamente desloncar a luxação de seu ombro depois de Mickie lhe jogar para fora do ringue. Beth Phoenix estreou em 8 de maio de 2006 em um episódio do Raw ao atacar Mickie James, enquanto James agredia Trish Stratus. Após este incidente, James repreendeu Phoenix por "estragar tudo" e questionou por que ela ainda mostrou-se em primeiro lugar. Uma semana depois, Phoenix foi formalmente introduzida por Stratus, e em seguida atacou James em nome de Stratus. Quando James escapou do ataque, Beth afirmou que James havia arruinado sua vida e não iria deixá-la fugir, antes de chamá-la de "psico".
Layla fez sua primeira aparição "oficial" na WWE no pay-per-view SummerSlam de 2006, em um segment nos bastidores com várias outras divas como forma de uma iniciação. A semana após o SummerSlam, ela fez sua estreia como membra da brand SmackDown! em um segment no ringue com Mike "The Miz" Mizanin, embora ele não permitiu ela de dizer muito, gastando a maior parte do tempo falando sobre si mesmo. Posteriormente, ela não apareceu na televisão na WWE por quase um mês, reaparecendo em 22 de setembro no SmackDown! em um confronto com Kristal e Jillian Hall.

### 2006–2009

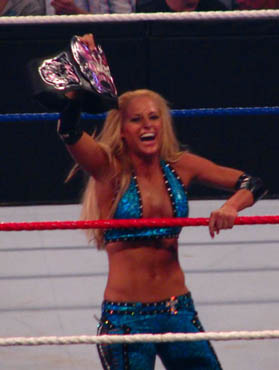
Michelle McCool tornou-se a campeã inaugural do Divas Title no The Great American Bash

Em meados de 2006, Stacy Keibler deixou a WWE para prosseguir uma carreira de atriz, Trish Stratus se aposentou no Unforgiven e Lita no Survivor Series. Jazz voltou a WWE devido ao relançamento da brand ECW, apesar de ter ficado por pouco tempo na empresa. Torrie Wilson se aposentou em meados de 2008, devido a problemas nas costas e Victoria saiu em janeiro de 2009, após uma carreira de nove anos com a WWE, ela posteriormente assinou um contrato com a Total Nonstop Action Wrestling (TNA) em abril de 2009 como uma Knockout chamada Tara. Em meados de 2008, no entanto, Gail Kim retornou à WWE, depois de trabalhar para a TNA como Knockout. Lilian Garcia, há muito tempo como anunciadora de ringue, se aposentou em setembro de 2009, qual era fez sua última aparição na WWE na edição de 21 de setembro no Raw.
A divisão continuou a crescer à medida que as divas começaram a competir em diferentes tipos de combates. Em 5 de março no Raw, Mickie James e Melina competiram na primeira falls count anywhere match feminina da empresa. Foi também a primeira vez que o Women's Championship foi disputado neste tipo de match. No Vengeance: Night of Champions em 2007, Candice Michelle se tornou a primeira WWE Diva Search a se tornar campeã do WWE Women's Championship. Em dezembro de 2007, Trish Stratus, Lita, Molly Holly e Sunny voltaram a WWE para uma noite de aparições especiais em um episódio do Raw, devido aos 15 anos de aniversário da brand. No One Night Stand 2008, Beth Phoenix e Melina competiram na primeira "I Quit" match envolvendo divas. Em 6 de junho de 2008 no SmackDown, a General Manager Vickie Guerrero anunciou a criação do WWE Divas Championship, um título feminino exlusivo do SmackDown. Natalya e Michelle McCool tornaram-se as primeiras concorrentes ao belt, onde no The Great American Bash, McCool derrotou Natalya para se tornar a campeã inaugural. Na WrestleMania 25, as ex-WWE Divas Sunny, Victoria, Molly Holly, Torrie Wilson, Miss Jackie e Joy Giovanni retornaram para uma 25 divas battle royal que valia o título de Miss WrestleMania, no qual foi vencido por Santina Marella. Durante o WWE Draft 2009, a Women's Champion Melina foi enviada para a brand SmackDown, fazendo com que o título se tornasse exclusivo do SmackDown. Mais tarde, naquela mesma noite, depois de um combate entre as brands, a Divas Champion Maryse foi enviada Raw, e o título se tornou exclusivo da brand, efetivamente fazendo que pela primeira vez na história houvesse esta mudança. No The Bash em 2009, Michelle McCool derrotou Melina para capturar o Women's Champion, se tornando a primeira Diva a ter o Women's Championship e o Divas Championship.

### 2010–2012
Em 2010 no evento Royal Rumble, Beth Phoenix competiu no Royal Rumble match ao eliminar The Great Khali e ser eliminada por CM Punk, fazendo dela a segunda das três únicas mulheres a ter competido neste combate, as outras são Chyna e Kharma. Em 22 de fevereiro de 2010 no Raw, Maryse venceu novamente o Divas Championship no fim de um torneio, tornando-se a primeira Diva a obter o título duas vezes. Em 26 de fevereiro Maria foi liberada de seu contrato. Em 12 de abril no Raw, Eve Torres ganhou o WWE Divas Championship ao derrotar Maryse, tornando-se assim a primeira WWE Diva Search a vencer o Divas Championship. Mickie James foi liberada em 22 de abril, onde seu último combate foi uma tag team em parceria com Beth Phoenix, contra LayCool no SmackDown. Ela mais tarde assinou contrato com a Total Nonstop Action Wrestling em 22 de setembro. No Extreme Rules, Michelle McCool e Beth Phoenix competiram em um combate Extreme Makeover pelo WWE Women's Championship (1956–2010). Em 14 de maio no SmackDown, Layla ganhou o WWE Women's Championship ao derrotar Beth Phoenmix em um dois-contra-um handicap match com Michelle McCool, assim tornando-se a primeira e única campeã britânica do título. No WWE Fatal 4-Way, Alicia Fox tornou-se a primeira e mais jovem campeã africana-americana do Divas Championship.

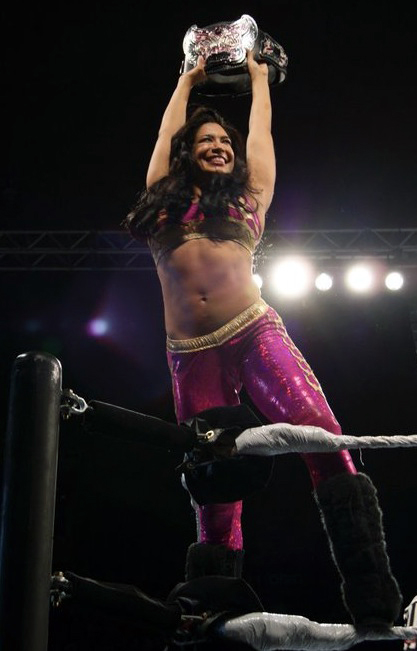
Melina como Divas Champion em 2010

No Night Of Champions, o WWE Divas Championship foi unificado com o WWE Women's Championship pela até então Divas Champion Melina ter enfrentado sem sucesso a co-Women's Champion Michelle McCool em um combate lumberjill. McCool venceu a partida com ajuda da interferência de Layla, criando assim o WWE Unified Divas Championship que continuou seguindo a linhagem do título. Isso também fez o Women's Championship ser extinto depois de 54 anos de criação.Em 19 de novembro Jillian Hall deixou a companhia após se contrato expirar. No TLC: Tables, Ladders & Chairs, Natalya e Beth Phoenix derrotaram LayCool na primeira Divas tag team Table match. Trish Stratus retornou à WWE como um dos treinadores da nova temporada do Tough Enough.
apesar de não ser visto como uma WWE Diva, em 31 de agosto a WWE assinou contrato com a wrestler Isis da Amazônia, que foi criada para competir com o nome de ringue Aloisia. Ela apareceu na terceira temporada do WWE NXT, mas em seguida foi demitida duas semanas depois, devido a empresa supostamente ter encontrado fotos adultas dela. Eloisia então foi substituída por Kaitlyn. Em 30 de novembro no episódio final da temporada do NXT, Kaitlyn mais tarde foi anunciada como vencedora da temporada, derrotando Naomi na final, para se tornar a primeira WWE "breakout diva".
No final de dezembro de 2010, a WWE assinou contrato com a wrestler mundial Kharma, anteriormente conhecida como Amazing/Awesome Kong. A empresa começou a distribuir vídeos perturbadores seus durante os shows, no qual ela quebrava cabeças de bonecas e ria histericamente, simbolizando que sua chegada estava perto. Ela fez sua estreia no Extreme Rules ao atacar Michelle McCool, fazendo outros vários ataques no Raw e SmackDown. Mais tarde, foi concedido a ela licença de maternidade, devido a sua gravidez na vida real. Michelle McCool se aposentou da WWE em 1 de maio, depois de perder para Layla em uma Loser Leaves match. Melina também foi demitida no início de agosto. Gail Kim se demitiu da WWE em 5 de agosto, devido à frustação com a falta de foco da WWE sobre a divisão das mulheres. Ela já estava perto de ser demitida da empresa, que tinha planos de liberá-la em 30 de setembro daquele ano.
No final do verão de 2011, a questão controversa do que faz uma mulher uma "verdadeira" WWE Diva foi amplamente contestada, decorrente de um artigo publicado no WWE.com e a disputa entre Kelly Kelly e Eve contra The Divas of Doom (Beth Phoenix e Natalya). Maryse foi liberada de seu contrato com a WWE em 28 de outubro depois de se recuperar de uma cirurgia. Depois de se aposentar em setembro de 2009, Lilian Garcia voltou a WWE em 5 de dezembro, fazendo dela a última remanescente diva da geração anterior ao lado da nova geração, Lita fez uma aparição pela segunda vez em 2011 no Slammy Award como apresentadora de um prêmio, a primeira ocorreu no ano anterior em um segmento nos bastidores envolvendo Pee Wee Herman.

### 2012–presente

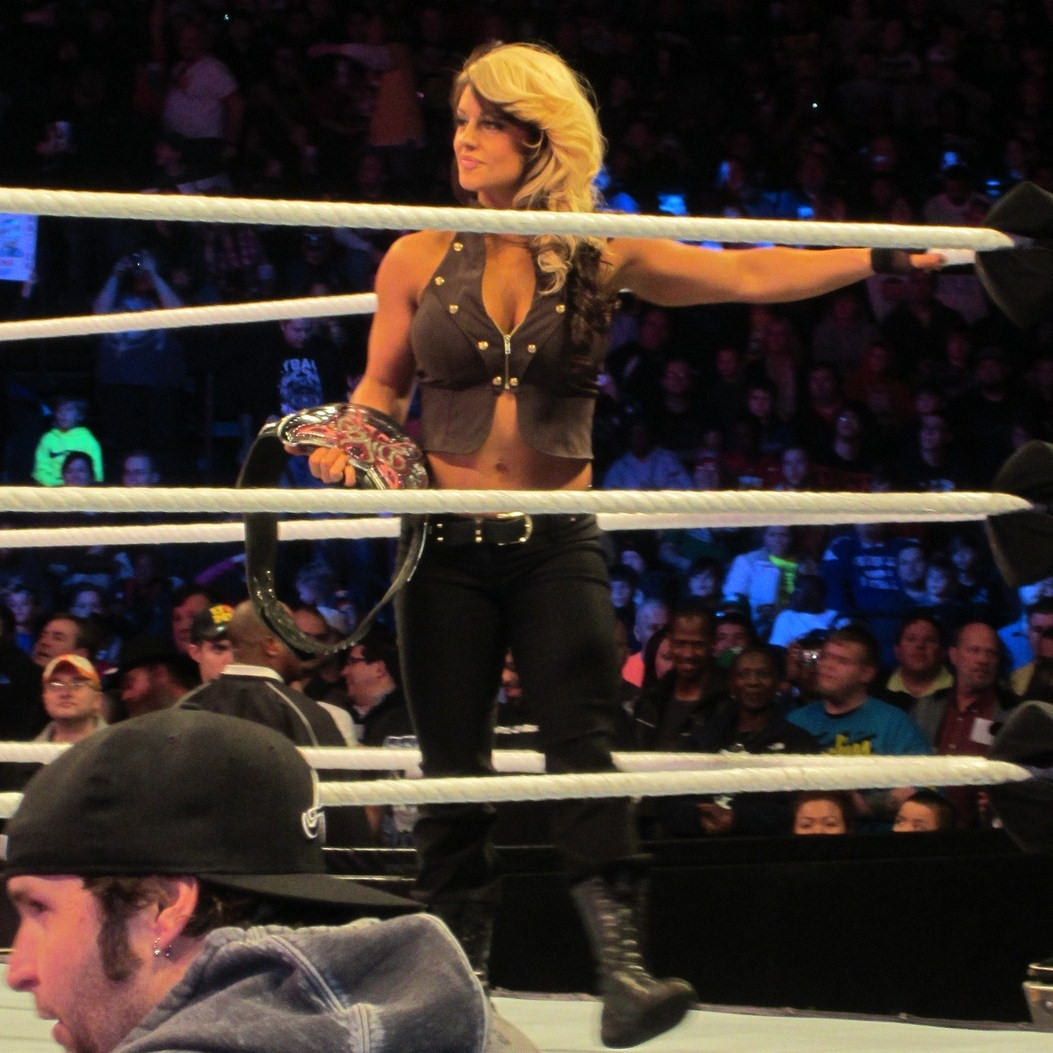
Kaitlyn durante seu primeiro reinado do Divas Championship 2013.

No Royal Rumble 2012, Kharma competiu na Royal Rumble, eliminando Hunico, mas foi eliminada por Dolph Ziggler, fazendo dela a terceira mulher a competir na match, sendo a primeira negra. Eve Torres se envolveu em uma storyline com John Cena e Zack Ryder, o que a levou a ter um heel turn com Bella Twins nos bastidores do Raw de 20 de fevereiro, confessando ter usado Ryder para crescer na empresa e faria o mesmo com Cena. Ela então mais tarde foi envolvida em outras tramas. Em 23 de abril num episódio do Raw, Nikki derrotou Beth Phoenix em um combate lumberjill tendo o WWE Divas Championship em jogo, encerrando o único reinado de Beth com 204 dias. Brie perdeu o título de Nikki para Layla em seu retorno no Extreme Rules, depois de um twins magic, encerrando o reinado de uma semana da sua irmã. Na noite seguinte no Raw, as gêmeas foram demitidas por Eve Torres nos bastidores (kayfabe) após perderem uma triple threat match contra Layla.
Wendi Richter fez uma aparição no Raw de 18 de junho de 2012 no ringue juntamente com Cyndi Lauper, Roddy Piper e Heath Slater, devido à continuação da storyline de falta de talento de Slater em cantar. Em julho, o perfil de Kharma foi transferido no site da WWE para a seção de ex-empregados da empresa. Depois de semanas ela confirmou em seu twitter que havia terminado contrato. Em 9 de julho, Eve Torres e AJ Lee competiram no evento principal do Raw com CM Punk e Daniel Bryan em uma mixed tag team match. Durante o verão, AJ foi envolvida em várias histórias de relacionamentos amorosos com CM Punk, Daniel Bryan, Kane e John Cena, incluindo seu tempo como General Manager do Raw.
Em 16 de setembro no Night of Champions pay-per-view, Eve Torres derrotou Layla pelo Divas Championship, tornando-se a primeira Diva na história a ter o título em três ocasiões. Em 28 de setembro, Kelly Kelly foi demitida da empresa após quebrar uma cláusula de contrato. Em 29 de outubro, Beth Phoenix deixou a WWE após o seu contrato expirar. Seu último combate foi no Raw ao derrotar AJ Lee depois de Vickie Guerrero reiniciar a match. Um mês após a saída de Beth Phoenix, a WWE publicou um artigo em seu site informando que havia uma nova era para a divisão. Em 16 de dezembro, no TLC, AJ tornou-se heel depois de interferir na ladder match entre John Cena contra Dolph Ziggler após empurrar Cena da escada.
Em 14 de janeiro de 2013 no "20° aniversário do Raw", Kaitlyn se tornou a primeira NXT Diva a ganhar o WWE Divas Championship. Eve Torres no entanto se afastou da empresa naquela noite após seu contrato expirar. The Bella Twins retornaram a WWE em 11 de março no Raw em um segment nos bastidores com Cody Rhodes, Damien Sandow e Kaitlyn.
A primeira vez que ocorreu uma assinatura de contrato nas Divas ocorreu em 12 de julho em uma edição do SmackDown entre AJ Lee e Kaitlyn por uma revanche pelo Divas Championship no Money in the Bank entre AJ Lee e Kaitlyn, onde Lee conseguiu derrotar Kaitlyn. Mais tarde naquela noite AJ foi o motivo pelo qual seu namorado Dolph Ziggler perdeu o World Heavywheight Championship contra Alberto Del Rio, após ela bater seu título em Del Rio. Na noite seguinte no Raw, Dolph terminou seu relacionamento com AJ, o que levou a uma mixed tag team match entre AJ e Big e Langston no SummerSlam contra Ziggler e Kaitlyn que conseguiram derrotar a dupla.
Em 26 de agosto no Raw, AJ realizou uma promo sobre o elenco do Total Divas. Isso levou a uma rivalidade entre elas. AJ foi defender seu título contra Brie Bella, Natalya e Naomi em uma fatal 4-way match no Night Of Champions.
No dia 08 de Janeiro de 2014, Kaitlyn deixou a WWE por motivos pessoais. No Raw de 7 de abril de 2014 Paige se tornou a primeira Diva a conquistar o Divas Championship e o NXT Women's Championship e mantê-los simultaneamente ao derrotar AJ Lee e acabar com o seu reinado de 295 dias com o Divas Champion. Após isso AJ Lee se ausentou da empresa por quase três meses, ela retornou no Raw de 30 de junho ao desafiar Paige pelo Divas champion na qual ela novamente veio a ganhar o título, no Summerslam ela novamente perdeu o título para Paige. No night of champions de 2014 AJ Lee ganhou o divas champion pela terceira vez ao derrotar Paige e Nikki Bella em uma luta triple threat.
No survivor series Nikki Bella derrotou AJ Lee com a ajuda de Brie Bella para ganhar o Divas Champion. No TLC, AJ Lee sofreu uma lesão em se combate contra Nikki Bella o que a afastou do ringues por dois meses e meio. Ela retornou no raw de 2 de março de 2015 ao salvar Paige de um ataque de Brie e Nikki Bella. Em 29 de março de 2015 na Wrestlemania 31 AJ Lee e Paige derrotaram as Bella twins em luta tag team. No dia 03 de abril AJ Lee deixou a WWE, o motivo da sua saída não foi pronunciado.
Em 29 de julho de 2015, a WWE anunciou que Layla tinha decidido se aposentar do wrestling profissional, ela deixou a companhia após nove anos. Na WrestleMania 32, Lita anunciou que a vencedora da luta entre Charlotte, Becky Lynch e Sasha Banks seria para coroar a nova campeã feminina da WWE, aposentando o WWE Divas Championship no processo. Charlotte venceu a luta e se tornou a primeira campeā feminina.
Em 4 de abril de 2016, no Raw após a WrestleMania 32, Maryse retornou durante um combate pelo Campeonato Intercontinental entre o campeão Zack Ryder contra seu marido, The Miz. Durante a luta, ela estapeou o pai de Ryder, que esteva assistindo ao combate na plateia, distraindo-o e permitindo que Miz o derrotasse.

## Diva Search (2003–2007)

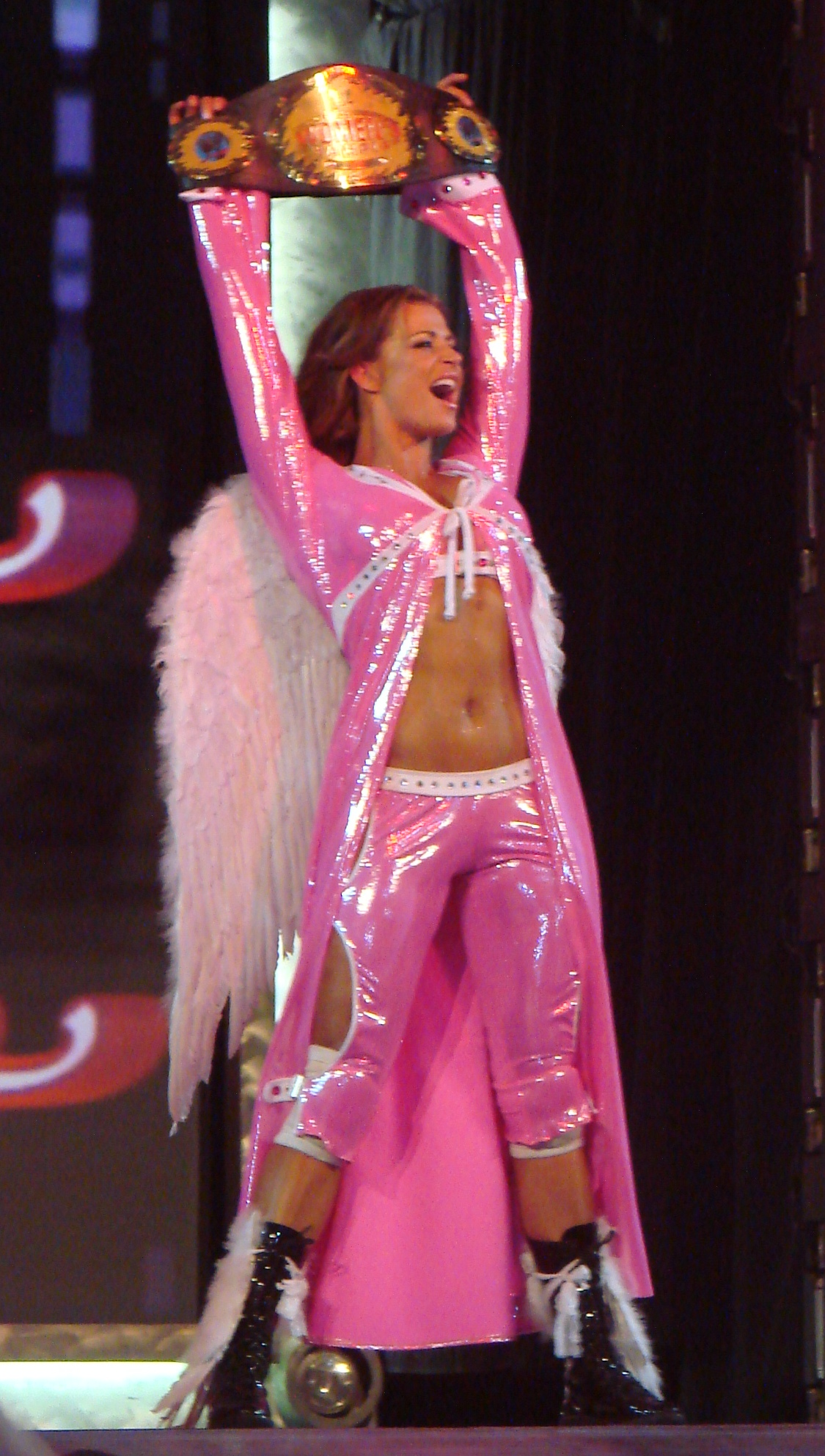
Candice Michelle, a primeira ex-concorrente do concurso a ganhar o Women's Championship.

O Diva Search era uma competição anual que ocorria nos verões. O objetivo do Diva Search era encontrar novas mulheres para serem lutadoras, entrevistadoras ou valets na WWE. A vencedora do concurso recebia um contrato de um ano no valor de $100,000 dólares. Posteriormente, o contrato aumentou para o valor de $250.000.

## Promoção
A popularidade das mulheres na WWE tem resultado em várias promoções cruzadas com outras marcas para divulgar ainda mais a WWE Divas. Várias Divas tem sido colocadas na Playboy, e outras tem aparecido em comerciais para a WWE e em não-produtos da WWE, bem como revistas de interesse masculino.
As WWE Divas normalmente vão em photoshoot anual, geralmente em um local diferente a cada vez. O photoshoot é seguido por uma revista com fotos da sessão.

### Playboy

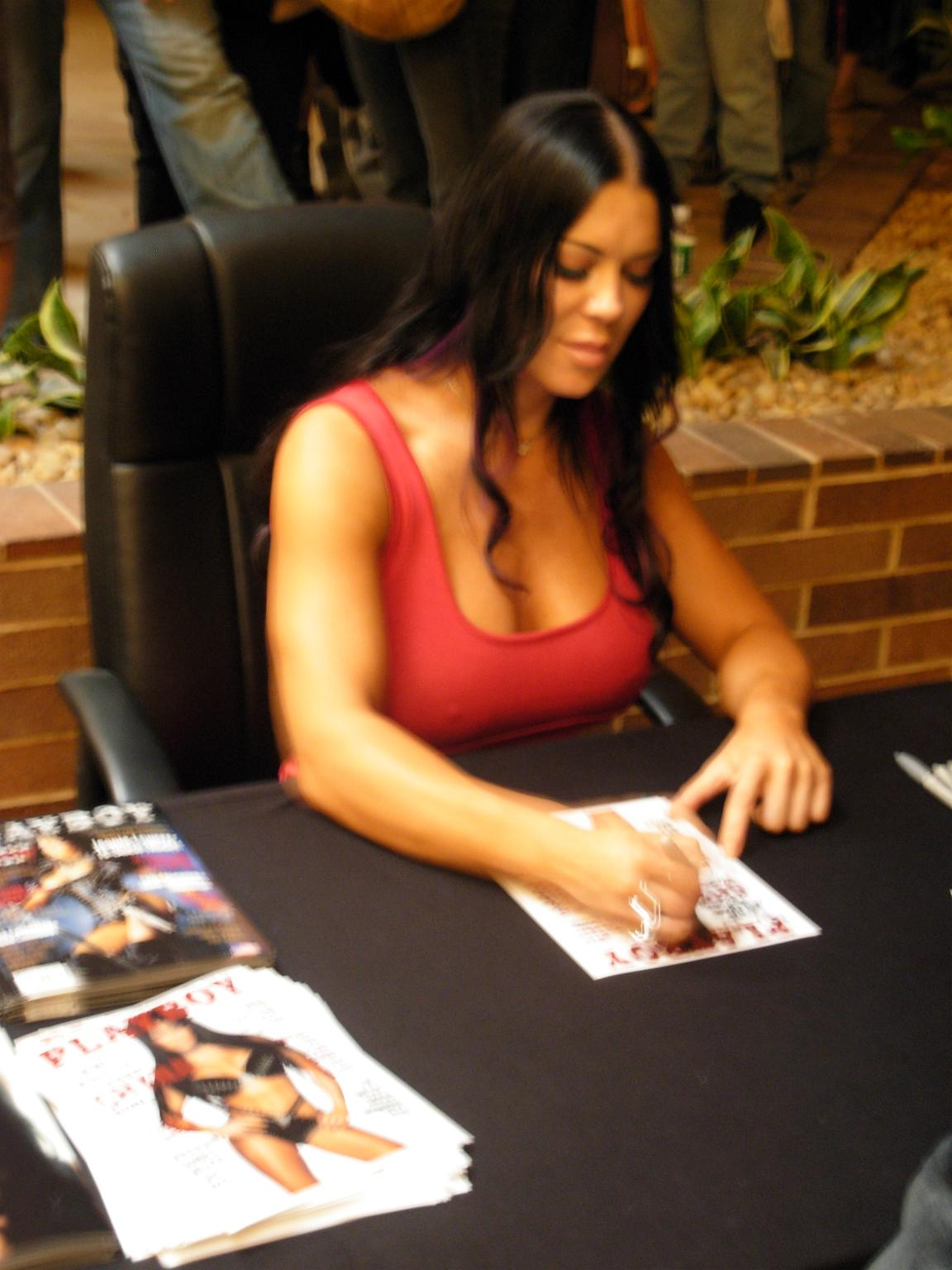
Chyna autografando sua edição da Playboy, em 8 de outubro de 2007.

Desde 1999, sete Divas da WWE tem aparecido da capa da playboy:
- 1999: Sable
- 2000: Chyna
- 2003: Torrie Wilson
- 2004: Torrie Wilson e Sable
- 2005: Christy Hemme
- 2006: Candice Michelle
- 2007: Ashley
- 2008: Maria

Tornou-se uma tradição na WWE alguma diva que aparece na capa da Playboy ter um combate na WrestleMania. Geralmente, estes combates tem o termo 'Playboy' incluído em seu nome. Por exemplo, na WrestleMania XX, em 2004, Torrie Wilson e Sable competiram em uma "playboy" tag tam match contra Stacy Keibler e Miss Jackie. Na WrestleMania 22, Torrie Wilson e Candice Michelle competiram em uma Playboy Pillow Fight. Esta tradição foi interrompida após a WWE entrar na era TV-PG em 2008, com Maria ser a última diva a poser para a revista. A ex-general manager da ECW Tiffany posou para a revista, mas isso foi antes dela se juntar a WWE. Maryse Ouellet também apareceu na Playboy antes de seu contrato com a empresa.
Algumas divas antigas e atuais como Trish Stratus, Lita, Debra, Sharmell, Stacy Keibler, Michelle McCool e Melina disseram que posar para a revista Playboy está fora de questão para elas. Trish Stratus apareceu no 'Canadian sports talk show Off The Record' e disse que ela não posaria pois aquilo não lhe representava, porque ela queria ser conhecida como "várias vezes campeã do Women's Champion" ao invés de "a menina que posou na Playboy". Trish Stratus também afirmou que ela se recusou a filmar, porque ela diz que ainda pode ser sexy sem tirar a roupa. Lita disse que ela não posaria, pois ela sentia que aquilo era errado para ela (que era conhecida como uma modelo para as jovens da época) posar para a revista. Stacy Keibler se recusou a posar por acreditar que seria melhor "deixar algo para a imaginação".
Sunny afirmou ter recusado a oferta da Playboy para postar. Sable mais tarde afirmou, no entanto, que a Playboy nunca teve interesse em Sunny, e que Sunny havia inventado toda a história. No entanto, Sunny não foi a primeira a reportar que ela havia recusado a oferta.

### Outras mídias
Em meados de 1980, uma versão animada de Fabulous Moolah e Wendi Richter foi incluído em um desenho animado na CBS Saturday morning cartoon, intituilado como Hulk Hogan's Rock 'n' Wrestling. Além disso, ambos apareceram em dois dos vídeos de música de Cyndi Lauper, "The Goonies 'R' Good Enough" e "She Bop". Sable iria aparecer como estrela convidada em um episódio de Pacific Blue em 1999 e Chyna iria aparecer Mad TV e 3rd Rock from the Sun como Janice, uma oficial de polícia, também em vários comerciais de Stacker 2, e foi apresentadora do MTV Video Music Awards. Em novembro de 2001, Trish Stratus, Lita e Stephanie McMahon apareceram como concorrentes dos The Weakest Link's "WWF Superstars Edition". Lita, Molly Holly e Jacqueline apareceram como concorrentes no Fear Factor em fevereiro de 2002. Em 6 de abril de 2002, Lita apareceu em um pequeno papel no Dark Angel. Em março de 2004, ela apareceu em um episódio de Headbangers Ball.
Em 2007, Ashley, Torrie Wilson, Maryse, Brooke, Layla e Kelly Kelly estiveram presentes num vídeo-clipe da música Throw It on Me do rapper Timbaland. No mesmo ano, Torrie Wilson, Candice Michelle, Michelle McCool, Maria, Layla e Kristal apareceram em um episódio do reality show Project Runway (4ª temporada), em que os designers foram convidados a desenhar roupas de ringue para sua designada Diva. Em 2008, Layla, Mickie James, Kelly Kelly e Melina apareceram no reality show Celebrity Fit Club: Boot Camp para manter as celebridades em forma. Mais tarde no mesmo ano, Mickie James apareceu no USA Network show Psych, interpretando uma derby girl. Em dezembro de 2011, Kelly Kelly foi destaque na capa da Maxim.
Em 22 de Abril de 2013, foi anunciado que as Divas estariam recebendo um programa no E! chamado Total Divas NX. O programa mostraria as Divas nos bastidores e em suas vidas pessoais. Natalya, Naomi, Cameron, The Bella Twins e também Eva Marie e Jo-Jo Offerman do território de desenvolvimento NXT Wrestling foram anunciadas como parte do elenco. O show estreou em 28 de julho, sendo um sucesso instantâneo e foi renovado para uma segunda temporada.

## Campeonatos e realizações

### Campeonatos
| Campeonato                     | Atual campeã | Vitória                | Local               | Campeã anterior | Primeira campeã |
| ------------------------------ | ------------ | ---------------------- | ------------------- | --------------- | --------------- |
| WWE Raw Women's Championship   | Charlotte    | 18 de dezembro de 2016 | RoadBlock           | Sasha Banks     | Charlotte       |
| WWE SmackDown Women's Champion | Naomi        | 04 de dezembro de 2016 | TLC                 | Becky Lynch     | Becky Lynch     |
| NXT Women's Championship       | Asuka        | 1 de abril de 2016     | NXT TakeOver:Dallas | Bayley          | Paige           |

### Ex-campeonatos
| Campeonato                    | Última campeã             | Vitória            | Local         | Campeã anterior                 | Primeira campeã                     |
| ----------------------------- | ------------------------- | ------------------ | ------------- | ------------------------------- | ----------------------------------- |
| Women's Championship          | Layla                     | 11 de Maio de 2010 | WWE SmackDown | Beth Phoenix                    | The Fabulous Moolah                 |
| Women's Tag Team Championship | Leilani Kai e Judy Martin | 8 de Junho de 1988 | Omiya, Japão  | Noriyo Tateno e Itsuki Yamazaki | Velvet McIntyre e Princess Victoria |

| # | Superstar           | Número de Títulos | Títulos | Obs. |
| - | ------------------- | ----------------- | --- | --- |
| 1 | Charlotte Flair     | 12                | 5 time SmackDown Women`s Champion; 4 time RAW Women`s Champion; 2 time NXT Women`s Champion; 1 time WWE Divas Champion. | 2020 Royal Rumble Winner                                                                                    |
| 2 | Trish Stratus       | 8                 | 7 time WWE Women`s Champion; 1 time WWE Hardcore Champion.                                                              | Diva of the Decade Diva of the Year 2001 Diva of the Year 2002 Diva of the Year 2003 WWE Hall of Famer 2013 |
| 3 | Mickie James        | 6                 | 5 time WWE Women`s Champion; 1 time WWE Divas Champion.                                                                 | |
| 3 | Sasha Banks         | 6                 | 5 time RAW Women`s Champion; 1 time NXT Women`s Champion                                                                | 2 time Women`s Tag Team Champion                                                                            |
| 4 | Melina              | 5                 | 3 time WWE Women`s Champion; 2 time WWE Divas Champion.                                                                 | |
| 4 | Alexa Bliss         | 5                 | 3 time RAW Women`s Champion; 2 time SmackDown Women`s Champion.                                                         | 2 time Women`s Tag Team Champion 2018 Money in the Bank Winner                                              |
| 5 | The Fabulous Moolah | 4                 | 4 time WWE Women`s Champion.                                                                                            | WWE Hall of Famer 1995                                                                                      |
| 5 | Lita                | 4                 | 4 time WWE Women`s Champion.                                                                                            | WWE Hall of Famer 2014                                                                                      |
| 5 | Michelle McCool     | 4                 | 2 time WWE Women`s Champion; 2 time WWE Divas Champion.                                                                 | Diva of the Year 2010                                                                                       |
| 5 | Beth Phoenix        | 4                 | 3 time WWE Women`s Champion; 1 time WWE Divas Champion.                                                                 | Diva of the Year 2008 WWE Hall of Famer 2017                                                                |
| 5 | Becky Lynch         | 4                 | 3 time SmackDown Women`s Champion; 1 time RAW Women`s Champion.                                                         | 2019 Royal Rumble Winner                                                                                    |
| 5 | Bayley              | 4                 | 2 time SmackDown Women`s Champion; 1 time RAW Women`s Champion; 1 time NXT Women`s Champion.                            | 2 time Women`s Tag Team Champion 2019 Money in the Bank Winner                                              |
| 5 | Alundra Blayze      | 4                 | 3 time WWE Women`s Champion; 1 time WWE 24/7 Champion.                                                                  | WWE Hall of Famer 2015                                                                                      |
| 5 | Asuka               | 4                 | 2 time RAW Women`s Champion; 1 time SmackDown Women`s Champion; 1 time NXT Women`s Champion.                            | 1 time Women`s Tag Team Champion 2018 Royal Rumble Winner 2020 Money in the Bank Winner                     |
| 6 | Ivory               | 3                 | 3 time WWE Women`s Champion.                                                                                            | WWE Hall of Famer 2018                                                                                      |
| 6 | Jacqueline          | 3                 | 2 time WWE Women`s Champion; 1 time WWE Cruiserweight Champion.                                                         | WWE Hall of Famer 2016                                                                                      |
| 6 | Molly Holly         | 3                 | 2 time WWE Women`s Champion; 1 time WWE Hardcore Champion.                                                              | |
| 6 | AJ Lee              | 3                 | 3 time WWE Divas Champion.                                                                                              | Diva of the Year 2012 Diva of the Year 2014                                                                 |
| 6 | Eve Torres          | 3                 | 3 time WWE Divas Champion.                                                                                              | 2007 Diva Shearch Winner                                                                                    |
| 6 | Paige               | 3                 | 2 time WWE Divas Champion; 1 time NXT Women`s Champion.                                                                 | |
| 6 | Carmella            | 3                 | 1 time SmackDown Women`s Champion; 2 time WWE 24/7 Champion.                                                            | 2017 Money in the Bank Winner                                                                               |

### Hall of Famers
| Lenda              | Data |
| ------------------ | ---- |
| Chyna              | 1995 |
| Sensational Sherri | 2006 |
| Mae Young          | 2008 |
| Wendi Richter      | 2010 |
| Sunny              | 2011 |
| Trish Stratus      | 2013 |
| Lita               | 2014 |
| Alundra Blayze     | 2015 |
| Jacqueline         | 2016 |

### WWE NXT
| Rookie Diva | Date de vitória        |
| ----------- | ---------------------- |
| Kaitlyn     | 30 de Novembro de 2010 |

### Slammy Awards
| Campeã/s                           | Data                                                                            |
| ---------------------------------- | ------------------------------------------------------------------------------- |
| Sunny                              | 30 de Março de 1996 (Melhor Coque e Manager do Ano)                             |
| Sable                              | 21 de Março de 1997 (Mais bem Vestido)                                          |
| LayCool (Layla e Michelle McCool)  | 13 de Dezembro de 2010 (Knucklehead Momento do Ano)                             |
| Kelly Kelly                        | 12 de Dezembro de 2011 (Divalicious Momento do Ano)                             |
| AJ Lee                             | 18 de Dezembro de 2012 (Beijo do Ano, com John Cena)                            |
| Brie Bella                         | 9 de Dezembro de 2013 (Casal do Ano, com Daniel Bryan, através do WWE.com)      |
| The Funkadactyls (Naomi e Cameron) | 9 de Dezembro de 2013 (Melhores Movimentos de Dança do Ano, através do WWE.com) |
| Stephanie McMahon                  | 9 de Dezembro de 2013 (Insulto do Ano)                                          |

| Diva do Ano            | Data                                                                |
| ---------------------- | ------------------------------------------------------------------- |
| Miss Elizabeth         | 17 de Dezembro de 1987 (anteriormente conhecido como Mulher do Ano) |
| Sable                  | 21 de Março de 1997 (anteriormente conhecido como Miss Slammy)      |
| Trish Stratus          | Diva da Década                                                      |
| Beth Phoenix           | 8 de Dezembro de 2008                                               |
| Maria                  | 14 de Dezembro de 2009                                              |
| Michelle McCool        | 13 de Dezembro de 2010                                              |
| Beth Phoenix e Natalya | 22 de Dezembro de 2001 (através da WWE Magazine)                    |
| AJ Lee                 | 17 de Dezembro de 2012 (através da WWE Magazine)                    |
| The Bella Twins        | 9 de Dezembro de 2013                                               |

### Babe of the Year (2001–2004)
Babe of the Year ("Beldade do Ano") foi um concurso onde os fãs votavam em quem era sua Diva favorita do ano. Trish Stratus ganhou a competição inaugural em 2001. Stratus teve seu próprio mini-site no WWE.com e um photoshoot com o tema escolhido por ela mesma. O nome do mini-site foi apropriadamente chamado de "The Stratusphere". Stratus manteve o título em 2002 e em 2003. Ela também ganhou o prêmio de Diva of the Decade ("Diva da Década") no evento do 10º aniversário do Raw. Stacy Keibler terminou o reinado de Stratus em 2004, recebendo seu mini-site e sua sessão de fotos para cada mês do ano, às vezes dois. Em 2008, a WWE Magazine declarou Beth Phoenix como a Diva of the Year ("Diva do Ano"), que lhe rendeu um prêmio de Slammy Award.

### Rookie Diva of the Year (2005)
A primeira e única competição de Rookie Diva Of The Year foi relizada no No Way Out de 2005, onde a ex-Diva Joy Giovanni derrotou Michelle McCool, Lauren Jones e Rochelle Loewen. Giovanni recebeu mais da metade dos votos, seguida por McCool que ficou com pouco menos de 20&, Lowen teve pouco mais de 10% e Jones recebeu apenas 6%. A competição foi organizada pelas ex-Divas Torrie Wilson e Dawn Marie.